# Ан Райс
Ан Райс (на английски: Anne Rice, родена на 4 октомври 1941 г.) е американска писателка и автор на фентъзи романи и книги на ужасите.
В книгите ѝ често се срещат вампири, мумии и вещици. Творбите ѝ повлияват силно на младежката субкултура гот. Издала е няколко произведения на тема садо-мазохизъм.
Ан Райс е втората дъщеря в ирландско католическо семейство. Била е женена за покойния поет Стан Райс и е майка на романиста Кристофър Райс. Дъщеря ѝ Мишел умира от левкемия на 5 години през 1972 г.

### Серия „Вампирски хроники“ (The Vampire Chronicles)
1. Interview with the Vampire (1976)
Интервю с вампир, ИК „ИнфоДар“, 2010, ISBN 978-954-761-458-1
2. The Vampire Lestat (1985)
Вампирът Лестат, изд. „Изток-Запад“, 2012, ISBN 978-619-152-139-5
3. The Queen Of The Damned (1988)
Царицата на Прокълнатите, изд. „Изток-Запад“, 2014, ISBN 978-619-152-439-6
4. The Tale of the Body Thief (1992)  Приказка за крадеца на тела, фен превод
5. Memnoch the Devil (1995) Дяволът Мемнох, фен превод
6. The Vampire Armand (1998) Вампирът Арманд фен превод
7. Merrick (2000)   Мерик фен превод
8. Blood and Cold (2001) Кръв и злато фен превод
9. Blackwood Farm (2002) Фермата Блекууд фен превод
10. Blood Canticle (2003) Кръвна песен фен превод
11. Pince Lestat (2014) Принц Лестат фен превод
12. Prince Lestat and the Realms of Atlantis (2016) Принц Лестат и тайните на Атлантида фен превод
13. Blood Communion (2018) Кръвно причастие фен превод

### Серия „Нови истории за вампирите“ (New Tales Of The Vampires)
1. Pandora (1998)
Пандора, ИК „ИнфоДар“, ISBN 978-954-761-415-4
2. Vittorio the Vampire (1999)
Вампирът Виторио, ИК ИнфоДар“, ISBN 978-954-761-414-7

### Серия „Вещиците Мейфеър“ (Lives Of The Mayfair Witches)
1. The Witching Hour (1990)
Полунощ, книга 1, ИК „ИнфоДар“, ISBN 978-954-761-331-7, книга 2, ИК „ИнфоДар“, ISBN 978-954-761-345-4
2. Lasher (1990)
Лашър, ИК „ИнфоДар“, ISBN 978-954-761-401-7
3. Taltos (1994)
Талтош, ИК „ИнфоДар“, ISBN 978-954-761-430-7

### Серия „Рамзес прокълнатия“ (Ramses the Damned)
1. The Mummy (1989)
2. The Passion of Cleopatra (2017)

### Серия The Wolf Gift Chronicles
1. The Wolf Gift (2012)
2. The Wolves of Midwinter (2012)

### Серия „Христос“ (Christ the Lord)
1. Out of Egypt (2005)
Христос – Годините след Египет, ИК „Обсидиан“, ISBN 978-954-769-126-1
2. The Road to Cana (2008)

### Серия The Songs of Seraphim
1. Angel Time (2009)
2. Of Love and Evil (2010)

### Други новели
- The Feast of All Saints (1979)
- Cry to Heaven (1982)
- Servant of the Bones (1996)
- Violin (1997)

### Серия „Спящата красавица“ (Sleeping Beauty) (с псевдонима A. N. Roquelaure)
1. The Claiming of Sleeping Beauty (1983)
2. Beauty's Punishment (1984)
3. Beauty's Release (1985)
4. Beauty's Kingdom (2015)

### С псевдонима Anne Rampling
- Exit to Eden (1985)
- Belinda (1986)

### Нехудожествена литература
- Called Out of Darkness: A Spiritual Confession (2008)